# 花と泳ぐ
『花と泳ぐ』（はなとおよぐ）は、口八丁ぐりぐらによる日本の4コマ漫画作品。副題は「－the beautiful days－」。
芳文社の雑誌『まんがタイムジャンボ』にて、2004年10月号 - 2008年12月号の間に連載された。

## あらすじ
霊感の強い大学生・笹川幸太は、ある日の急ぐ家路にて幽霊・菊子に出会ってしまい、下宿まで付きまとわれる。最初は現実逃避に入った幸太だったが、「自分がなぜ幽霊になったのか分からない、誰も私に気づいてくれなくて寂しい」と助けを求める菊子や、逆に菊子を追ってきた下田ふみと話した結果、菊子が幽霊になった理由が分かるまでという条件付きで菊子に同居を許す。

## 登場人物
笹川 幸太
本作の主人公。20歳の大学生。
人より霊感が強いものの、菊子以外の幽霊は認識できないようだ。
登場人物の中では比較的常識人。
菊子
本人の記憶によれば24歳。
幽霊ではあるものの、自分以外の幽霊は見えず、ふみのおはらいなどの攻撃を全く受け付けない。
一方で物に触れたり持ったりすることができるため、幸太の部屋の家事を担う。また、得意らしい料理の腕を披露する場面がよくある。
幸太が他の女性と仲良くしていると、すぐやきもちを焼く。
下田 ふみ
菊子を追って幸太の隣の部屋に引っ越してきた女子高生。霊媒師の見習いでもあり、日々その仕事もこなす。
真顔でボケることが多いものの、基本的に冷淡で人を避ける性格のために、高校では友達がほとんどいない。しかし、自身は「悪霊」と呼んでいる菊子や、素直な気持ちで接してくる梅ちゃんなどと交流するうちに、彼女の気持ちは変化していく。
好物はカレー。「カレーの海で泳いでもいい」と言って、部屋の浴槽にカレーを流し込むほどである。刀を携帯していることが多い。
梅ちゃん
幸太の友達。20歳の大学生。
幸太とは高校時代からの付き合いで、授業もバイトも共にすることが多く仲が良い。
一方イケメンで心が広いことから女性に非常に人気があり、そのことで幸太に嫉妬されることも。
霊感はなく、菊子を認識できない。天然な一面もある。
最終話にて本名が明かされる。
会長
幸太の下宿に住み着いた黒いオス猫。アレクサンドリアという名前もある。
菊子を認識できる。男気のある性格だが、つまみ食いが多く、部屋主の幸太には厳しい。
眠り姫
交通事故で隣町の総合病院に入院し、間もなく昏睡状態に陥り眠り続けている女性。
菊子によく似た顔や姿をしている。職業はコック。
笹川 健太
幸太の兄。幸太以上に霊感が強く、幽霊と普通の人間の区別がついていない。「弥生」という白いメス猫を飼っている。
大家さん
幸太の下宿の大家。敷地に様々な花を育てている。義理の妹がいる。
ふみの母
ふみにとっては母であり霊媒師としての師匠でもある。
ふみの行動に不安を感じ上京してくる。
委員長
高校ではふみにとって数少ない友達。

## 単行本
芳文社より「まんがタイムコミックス」として刊行されている。
1. 第1巻（2006年7月22日発行）ISBN 4-8322-6474-5
2. 第2巻（2007年10月21日発行）ISBN 978-4-8322-6578-3
3. 第3巻（2009年2月22日発行）ISBN 978-4-8322-6712-1

※第3巻巻末には最終話の1つ手前の話が書き下ろしで収録されている。